# Famille Barazer de Lannurien
La famille Barazer de Lannurien est une famille subsistante d'ancienne bourgeoisie française, originaire de Bretagne.

## Histoire
La famille Barazer de Lannurien est originaire de Morlaix, en Bretagne,.
Pierre Barazer, peintre, marié avec Jeanne Le Dissez, eut pour fils :
- Gilles Barazer (1598 à Morlaix - 1642 à Morlaix), marié avec Denise Perros, dont :
  - Hervé Barazer (1631-1692), sieur de Lannurien (en Plougourvest), directeur de l'hospice de Morlaix en 1681, négociant, banquier, marié en 1663 avec Jeanne Mordellet, dame de la Hautière, qui poursuivirent.

## Personnalités
- Émile Barazer de Lannurien (2 juin 1876 - 8 mars 1954), général de division.
- Georges Barazer de Lannurien (16 décembre 1915 - 1er mars 1988), colonel et résistant français actif en Tchécoslovaquie.
- Bertrand Barazer de Lannurien (1923-2015), général français.
- François Barazer de Lannurien (22 juillet 1926 - 21 septembre 2006), soldat de la division Charlemagne et entrepreneur français.
- Brigitte Barazer de Lannurien (1942 - ), mannequin française, Miss France 1960.
- Romain Barazer de Lannurien (1981 - ), producteur français plus connu sous le nom de DJ Weedim.